# Nils Ekman
Nils „Nisse“ Ekman (* 11. März 1976 in Stockholm) ist ein ehemaliger schwedischer Eishockeyspieler, der während seiner Karriere unter anderem für die Tampa Bay Lightning, San Jose Sharks und Pittsburgh Penguins in der National Hockey League, den SKA Sankt Petersburg in der Kontinentalen Hockey-Liga sowie Djurgårdens IF in der Elitserien gespielt hat.

## Karriere
Ekman begann seine Karriere 1993 bei den Junioren von Hammarby IF. Nachdem er schnell überzeugen konnte, wurde er bereits wenige Monate später in die Profimannschaft in der Allsvenskan berufen und erzielte neun Punkte in 18 Spielen. Die Calgary Flames wurden dadurch auf ihn aufmerksam und wählten ihn im NHL Entry Draft 1994 in der fünften Runde an Position 107 aus. Die folgenden zwei Jahre spielte Ekman für die Profis und die U20-Mannschaft für Hammarby, ehe er 1996 in die finnische SM-liiga zu den Espoo Blues wechselte.
Gleich in seiner ersten Saison in Finnland schaffte er 24 Tore und 19 Assists in 50 Spielen, aber in seinem zweiten Jahr ließ er etwas nach, erhielt aber nach dem Ausscheiden seines Teams in den Playoffs einen Vertrag bei den Calgary Flames und spielte noch ein Spiel für das Farmteam Saint John Flames in den AHL-Playoffs. Doch danach kehrte er zurück nach Finnland und spielte noch eine gute Saison mit Espoo.
Er ging daraufhin wieder nach Nordamerika, wurde aber von den Calgary Flames im November 1999 zu den Tampa Bay Lightning transferiert. Er kam zwar in der Saison 1999/2000 zu 28 Einsätzen in der National Hockey League, verbrachte jedoch den Großteil der Spielzeit in der unterklassigen International Hockey League bei den Farmteams Detroit Vipers und Long Beach Ice Dogs, wo er mehr Erfahrung sammeln sollte. Am Ende der Saison wurde er zum Rookie des Jahres in der IHL gewählt. Die Saison 2000/01 bei den Detroit Vipers und zeigte dort sehr gute Leistungen, sodass er in den NHL-Kader der Tampa Bay Lightning berufen wurde und auch dort konnte er zeigen, was er leisten kann und erzielte 20 Punkte in 43 Spielen.

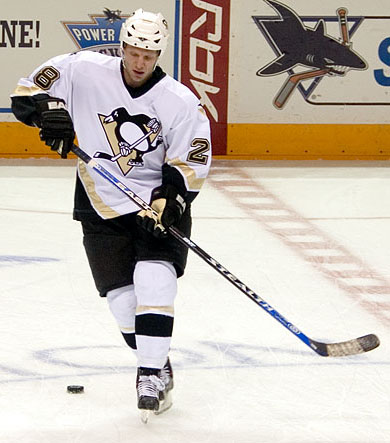
Nils Ekman im Trikot der Pittsburgh Penguins

Im Sommer 2001 transferierten ihn die Lightning zu den New York Rangers, doch nachdem er keinen Platz im NHL-Kader erhalten hatte, kehrte er im Herbst zurück nach Schweden und spielte in der Elitserien für Djurgårdens IF. Im Herbst 2002 wechselte er zurück nach Nordamerika und spielte die Saison 2002/03 beim AHL-Farmteam der Rangers, dem Hartford Wolf Pack. Ekman zeigte sein Können und erzielte 30 Tore und 36 Assists in 57 Spielen.
Im August 2003 wurde er zu den San Jose Sharks transferiert, die Ekman eine Chance in der NHL gaben, die er auch gleich nutzte. Er spielte alle Spiele für die Sharks, erzielte 55 Punkte und erreichte eine Plus/Minus-Wertung von +35, was einen neuen Rekord in der Geschichte der Sharks bedeutete und Ekmans sehr gute Defensivleistungen hervorhob.
Die NHL-Saison 2004/05 fiel wegen des Lockout aus und Ekman verbrachte die Saison bei Djurgårdens IF. Mit 45 Punkten in 44 Spielen war er der fünftbeste Scorer der Liga.
Die Saison 2005/06 begann für die San Jose Sharks und auch für Ekman schwach, doch nachdem mit Joe Thornton ein Superstar das Team verstärkte, ging es wieder aufwärts. Zusammen mit Thornton und Jonathan Cheechoo bildete er die beste Angriffsreihe der Sharks. Thornton war am Ende der Saison bester Scorer der NHL, Cheechoo bester Torschütze und Ekman erreichte immerhin mit 57 Punkten einen persönlichen Rekord.
Im Juli 2006 wurde er, gemeinsam mit dem Deutschen Patrick Ehelechner, für einen Zweitrunden-Draft-Pick zu den Pittsburgh Penguins transferiert, wo er in einem Spiel zu Saisonbeginn in vier Minuten und zehn Sekunden einen Hattrick erzielte. Ab Ende Dezember 2006 konnte er aber wegen einer Ellenbogenverletzung nicht mehr eingesetzt werden.
Sein Vertrag lief im Sommer 2007 aus und Ekman wechselte zu Chimik Moskowskaja Oblast in die russische Superliga. Er verließ den Klub nach nur einem Jahr und wechselte im Sommer 2008 zum Ligakonkurrenten SKA Sankt Petersburg. In den folgenden zwei Jahren spielte er für den SKA in der neuen Kontinentalen Hockey-Liga, ehe er Ende Mai 2010 zum Djurgårdens IF zurückkehrte und einen Vertrag über drei Jahre unterschrieb. Im Dezember 2010 erlitt er einen Schlaganfall, aufgrund dessen er seine Karriere im August 2011 endgültig beendete.

## Erfolge und Auszeichnungen
- 1994 Goldmedaille bei der U18-Junioren-Europameisterschaft
- 1996 Silbermedaille bei der Junioren-Weltmeisterschaft
- 2000 Garry F. Longman Memorial Trophy

## Karrierestatistik

### International
Vertrat Schweden bei:
- U18-Junioren-Europameisterschaft 1994
- Junioren-Weltmeisterschaft 1996
- World Cup of Hockey 2004
- Weltmeisterschaft 2008

(Legende zur Spielerstatistik: Sp oder GP = absolvierte Spiele; T oder G = erzielte Tore; V oder A = erzielte Assists; Pkt oder Pts = erzielte Scorerpunkte; SM oder PIM = erhaltene Strafminuten; +/− = Plus/Minus-Bilanz; PP = erzielte Überzahltore; SH = erzielte Unterzahltore; GW = erzielte Siegtore; 1 Play-downs/Relegation; Kursiv: Statistik nicht vollständig)